# Lytrosis unitaria
Lytrosis unitaria là một loài bướm đêm trong họ Geometridae.